# Acrida tjiamuica
Acrida tjiamuica är en insektsart som beskrevs av Steinmann 1963. Acrida tjiamuica ingår i släktet Acrida och familjen gräshoppor. Inga underarter finns listade i Catalogue of Life.